# Seznam limogeských biskupů
Seznam limogeských biskupů obsahuje osoby, které zastávaly funkci biskupa v limogeské diecézi.
- svatý Martial 3. století
- svatý Aurélien 3. století
- Ebulus
- Alticus
- Emerinus
- Hermogenian
- Adelfius I.
- Dativus 4. století
- Adelfius II. 4. století
- Exuperius 4. století
- Astidius 4. století
- Peter du Palais 506
- Ruricius z Limoges 507
- Ruricius (II.) 535–553
- Exochius 6. století
- Heiliger Ferreol 575–597
- Asclepius 613
- Heiliger Loup 614–631
- Simplicius 7. století
- Felix asi 650
- Adelfius III.
- Rusticus 669
- Hergenobert 7. století
- Ermenon 8. století
- Salutaris 8. století
- svatý Sacerdos 720
- Ausuindus 8. století
- svatý Cessadre 732
- Rorice III. 8. století
- Ebulus I. 752–768
- Asclepius asi 793
- Reginbert 817
- Odoacre 821–843
- Stodilus 850–861
- Aldo 866
- Geilo 869
- Anselm 869–896
- Turpin d’Aubusson 905–944
- Ebalus II. 958–963 (Ramnulfovci)
- Hildegaire 969–989
- Alduin 990–1012
- Géraud de Léron 1012–1020
- Jourdain de Laron 1029–1051
- Itier Chabot 1052–1073
- Guy de Léron nebo Laron 1076–1086
- Humbauld de Saint-Sèvère 1087–1095
- Guillaume d’Uriel 1098–1100
- Pierre Viroald 1100–1105
- Eustorge de Scorailles 1106–1137
- Gérard du Cher 1142–1177
- Sébrand de Chabot 1179–1198
- Jean de Veyrac 1198–1218
- Bernard de Savène 1219–1226
- Guy de Cluzel 1226–1235
- Guillaume du Puy 1235
- Durand ca. 1240–1245
- Aymeric de La Serre 1246–1272
- Gilbert de Malemort 1275–1294
- Raynaud de La Porte 1294–1316
- Gérard Roger 1317–1324
- Hélie de Talleyrand 1324–1328
- Seliger Roger le Fort 1328–1343
- Nicolas de Besse 1343–1369
- Guy de Comborn 1346–1347
- Jean de Cros 1348–1371
- Aymeric Chati de L’Age-au-Chapt 1372–1390
- Bernard de Bonneval 1391–1403
- Hugues de Magnac 1403–1412
- Ramnulfe de Peyrusse des Cars 1414–1426
- Hugues de Rouffignac 1426–1427
- Pierre de Montbrun 1427–1456
- Jean de Barthon I. 1457–1486
- Jean de Barthon II. 1486–1510
- René kardinál de Prie 1510–1517
- Philippe de Montmorency 1517–1519
- Charles de Villiers de L’Isle-Adam 1522–1530
- Antoine de Lascaris 1530–1532
- Jean de Langeac 1533–1541
- Jean kardinál du Bellay 1541–1544
- Antoine kardinál Sanguin de Meudon 1546–1550 (poté biskup v Orléans)
- César des Bourguignons 1555–1558
- Sébastien de L’Aubespine 1558–1582
- Henri de La Marthonie 1587–1618
- Raymond de La Marthonie 1618–1627
- François Motier de La Fayette 1628–1676
- Louis de Lascaris D’Urfé 1676–1695
- François de Carbonel de Canisy 1695–1706, † 1723
- Antoine de Charpin de Genètines 1706–1729, † 1739
- Benjamin de L’Isle-du-Gast 1729–1739
- Jean-Gilles du Coëtlosquet 1748–1758, † 1784
- Louis-Charles du Plessis d’Argentré 1759–1790 (1808)
- Jean-Marie-Philippe Dubourg 1802–1822
- Jean-Paul Gaston de Pins 1822–1824 (poté apoštolský administrátor v Lyonu a titulární biskup amaseaský)
- Prosper de Tournefort 1825–1844
- Bernard Buissas 1844–1856
- Florian-Jules-Félix Desprez 1857–1859 (poté arcibiskup v Toulouse)
- Félix-Pierre Fruchaud 1859–1871 (poté arcibiskup v Tours)
- Alfred Duquesnay 1871–1881 (poté arcibickup v Cambrai)
- Pierre-Henri Lamazou 1881–1883 (poté biskup v Amiens)
- François-Benjamin-Joseph Blanger 1883–1887
- Firmin-Léon-Joseph Renouard 1888–1913
- Héctor-Raphaël Quilliet 1913–1920 (poté biskup v Lille, později titulární biskup sergiopoliský)
- Alfred Flocard 1920–1938
- Louis Paul Rastouil 1938–1966
- Henri Gufflet 1966–1988
- Léon Soulier 1988–2000
- Christophe Dufour 2000–2009 (poté arcibiskup v Aix a v Arles)
- François Kalist 2009–2016 (poté arcibiskup v Clermont)
- Pierre-Antoine Bozo od 2017